# Casa de Alpin
La Casa de Alpin es el nombre dado a los familiares del grupo que gobernó en el reino de los pictos y luego en el reino de Alba desde el advenimiento de Kenneth I de Escocia (Cináed mac Alpin) en 840 hasta Malcolm II de Escocia en 1034.
La genealogía irlandesa tomada del Libro de Ballymote y del Gran Libro de Lecan se refiere al clan de Cináeda meic Ailpin como descendiente de Cináed. Los orígenes de la familia son inciertos. Los datos más plausibles apuntan al siglo X, asignando a Cináed con rey de Dalriada, antes de que luchara por el poder del reino de los pictos, tras la muerte de Eoganan mac Oengusa.
Los primeros reyes del clan Cináeda meic Ailpin son descritos como reyes de los pictos, y el tercero, Constantino I de Escocia parece haber sido considerado el último de los "setenta reyes pictos", poco después de su muerte. Los descendientes de Cináed fueron expulsados en 878, cuando Aedh de Escocia fue asesinado por Giric de Escocia, pero volvieron en 889, tras la muerte de este. Durante el siglo X se alternó la sucesión entre los descendientes de Constantino y los de Aedh. Disputas fratricidas a finales del siglo X y comienzos del siglo XI dejaron descolocados a los descendientes de Constantino en favor de los descendientes masculinos de Kenneth I, pero Malcolm II no dejó herederos masculinos. A su muerte, la línea procedente de Kenneth llegó a su fin; los siguientes reyes fueron los descendientes de Bethoc, hija de Malcolm.